# 김상훈 (1963년)
김상훈(金相勳, 1963년 2월 18일~)은 대한민국 공무원 출신의 정치인이다. 제19·20·21·22대 국회의원이다.

## 약력
- 1963. 1. 25. 경상북도 대구시 서구 비산동 출생
- 1969. 3.~1975. 2. 대구서부국민학교(56회) 졸업
- 1975. 3.~1978. 2. 성광중학교 졸업
- 1978. 3.~1981. 2. 대구대건고등학교 졸업
- 1989년: 행정고시 합격(제33회)
- 1990년: 영남대학교 법과대학 법학과 학사
- 1994년: 서울대학교 행정대학원 1년 중퇴[1학기 수학]
- 2004년 8월~2006년 6월: 미국 오리건 대학교 대학원 행정학 석사

## 경력
- 1997년~1998년: 대구광역시청 일본파견주재관
- 대구광역시청 중소기업과장
- 대구광역시청 섬유산업과장
- 2006년 6월~2007년 12월: 대구광역시청 경제산업국장
- 2008년 1월~2009년: 대구광역시청 기업지원본부장
- 2009년~2011년 12월: 대구광역시청 경제통상국장
- 2012년 4월 11일 대한민국 제19대 국회의원 선거 당선(대구 서구, 새누리당, 초선)
- 2012년~2017년: 새누리당 대구광역시당 서구 당원협의회 위원장
- 2016년 4월 13일 대한민국 제20대 국회의원 선거 당선(대구 서구, 새누리당, 재선)
- 2016년 5월~2017년 2월: 새누리당 정책위원회 수석부의장
- 2017년 2월~2018년 2월: 자유한국당 대구광역시당 서구 당원협의회 위원장
- 2017년~2018년 6월: 자유한국당 정책위원회 보건복지 정책조정위원장
- 2017년 2월: 자유한국당 정책위원회 수석부의장
- 2017년 3월: 자유한국당 지방자치위원장
- 2017년 6월: 자유한국당 민생AS센터 맞춤복지위원회 위원장
- 2017년 7월~2018년 8월: 자유한국당 대구광역시당 위원장
- 2018년 1월~2020년 2월: 자유한국당 지방분권특별위원회 부위원장
- 2018년 3월~2018년 5월: 제7회 전국동시지방선거 자유한국당 대구광역시당 공천관리위원장
- 2018년 5월 23일~2018년 6월 13일: 제7회 전국동시지방선거 자유한국당 대구광역시당 공동선거대책위원회 위원장
- 2018년 8월: 자유한국당 비상대책위원회 정당개혁위원회 위원
- 2018년 12월~2020년 2월: 자유한국당 대구광역시당 서구 당원협의회 위원장
- 2018년 12월~2020년 2월: 자유한국당 정책위원회 부의장
- 2019년 5월~2020년 2월: 자유한국당 소상공인살리기 경제특별위원회 부위원장
- 2019년 6월~2019년 9월: 자유한국당 2020 경제대전환위원회 부위원장 겸 지속가능한 복지 분과위원장
- 2019년 7월~2020년 2월: 자유한국당 생명안전뉴딜특별위원회 위원장
- 2020년 1월~2020년 2월: 제21대 국회의원 선거 자유한국당 공약개발단 중앙당 민생정책 공약개발단 공동단장
- 2020년 2월~2020년 9월: 미래통합당 대구광역시당 서구 당원협의회 위원장
- 2020년 2월~2020년 5월: 미래통합당 정책위원회 부의장
- 2020년 3월~2020년 4월: 제21대 국회의원 선거 미래통합당 대구광역시당 선거대책위원회 공동위원장
- 2020년 4월 15일 대한민국 제21대 국회의원 선거 당선(대구 서구, 미래통합당, 3선)
- 2020년 7월~2020년 9월: 미래통합당 정책위원회 사회안전망 및 고용유연성 강화 특별위원회 위원장
- 2020년 9월: 국민의힘 정책위원회 사회안전망 및 고용유연성 강화 특별위원회 위원장
- 2020년 9월: 국민의힘 호남 동행 국회의원 발대식 명예의원(전라북도 정읍시)
- 2020년 9월~: 국민의힘 대구광역시당 서구 당원협의회 위원장
- 2020년 10월: 국민의힘 약자와의 동행위원회 정책동행분과 위원
- 2020년 10월~2021년 3월: 2021년 재보궐선거 국민의힘 경선준비위원회 위원장
- 2020년 10월: 국민의힘 중앙위원회 수석부의장
- 2021년 7월: 국민의힘 공직후보자 역량강화 태스크포스 위원장
- 2021년 12월~2022년 1월: 제20대 대통령 선거 국민의힘 윤석열 대통령 후보 선거대책위원회 공동직능총괄본부장
- 2021년 12월~2022년 3월: 제20대 대통령 선거 국민의힘 대구를 살리는 선거대책위원회 선거대책위원장단 공동선거대책위원장
- 2022년 4월~: 서대구역 명예역장
- 2022년 9월~2023년 3월: 국민의힘 비상대책위원
- 2023년 11월~2024년 4월: 국민의힘 공정선거 제도개선 특별위원회 위원장
- 2024년 3월~2024년 4월: 제22대 국회의원 선거 국민의힘 대구선거대책위원회 공동선거대책위원장
- 2024년 4월 10일 대한민국 제22대 국회의원 선거 당선(대구 서구, 국민의힘, 4선)
- 2024년 6월~2024년 7월: 국민의힘 정책위원회 산하 시급한 민생 현안 해결을 위한 민생경제안정특별위원회 위원장
- 2024년 8월~2025년 7월: 국민의힘 정책위원회 의장
- 2024년 9월~: 국민의힘 호남동행 국회의원 발대식 명예의원(전북특별자치도 정읍시)
- 2024년 10월~2024년 12월: 여야 민생·공통공약추진협의회 총괄담당(국민의힘)
- 2024년 11월~2024년 12월: 국민의힘 민생경제특별위원회 부위원장
- 2024년 12월~2025년 7월: 국민의힘 비상대책위원(당연직)
- 2025년 5월~2025년 6월: 제21대 대통령 선거 국민의힘 김문수 대통령 후보 정책총괄본부장 겸 선거대책위원회 부위원장
- 2025년 5월~2025년 6월: 제21대 대통령 선거 국민의힘 김문수 대통령 후보 대구 선거대책위원회 공동선거대책위원장

## 의정 활동
- 2012년 5월 30일~2016년 5월 29일: 제19대 국회의원(대구 서구, 새누리당, 초선)
  - 2013년 4월~2016년 5월: 제19대 국회 전, 후반기 산업통상자원위원회 위원
  - 2014년 6월~2015년 2월: 제19대 국회 후반기 국회운영위원회 위원
- 2016년 5월 30일~2020년 5월 29일: 제20대 국회의원(대구 서구, 새누리당→자유한국당→미래통합당, 재선)
  - 2016년 6월~2018년 5월: 제20대 국회 전반기 보건복지위원회 간사
  - 2016년 7월~2016년 10월: 제20대 국회 가습기살균제 국정조사 특별위원회 간사
  - 2018년 7월~2020년 5월: 제20대 국회 후반기 국토교통위원회 위원
- 2020년 5월 30일~2024년 5월 29일: 제21대 국회의원(대구 서구, 미래통합당→국민의힘, 3선)
  - 2020년 7월~2022년 5월: 제21대 국회 전반기 국토교통위원회 위원
    - 제21대 국회 전반기 국토교통위원회 교통법안심사소위원회 위원
    - 제21대 국회 전반기 국토교통위원회 청원심사소위원회 위원

  - 2020년 7월~2024년 5월: 국가에너지정책 포럼 구성의원
  - 2022년 4월~2024년 5월: 국회가톨릭신도의원회 회장
  - 2022년 7월~2023년 9월: 제21대 국회 후반기 기획재정위원회 위원
    - 제21대 국회 후반기 기획재정위원회 조세소위원회 위원
    - 제21대 국회 후반기 기획재정위원회 청원심사소위원회 위원

  - 2022년 8월~2022년 9월: 국회 정치개혁특별위원회 간사
  - 2022년 9월~2023년 3월: 제21대 국회 정치개혁특별위원회 위원
    - 제21대 국회 정치개혁특별위원회 국회선진화소위원회 위원

  - 2023년 3월~2023년 8월: 제21대 국회 후반기 운영위원회 위원
  - 2023년 3월~2024년 5월: 제21대 국회 정치개혁특별위원회 간사
    - 제21대 국회 정치개혁특별위원회 정치관계법개선소위원회 위원장

  - 2023년 9월~2024년 5월: 제21대 국회 후반기 기획재정위원회 위원장
- 2024년 5월 30일~: 제22대 국회의원(대구 서구, 국민의힘, 4선)
  - 2024년 6월~: 제22대 국회 전반기 정무위원회 위원
    - 제22대 국회 전반기 정무위원회 법안심사제1소위원회 위원
    - 제22대 국회 전반기 정무위원회 예산결산심사소위원회 위원

  - 자유경제포럼 구성의원
  - 국회 K-헬스케어·웰다잉 포럼 구성의원

## 표창
- 국무총리 표창장
- 홍조근정훈장(대통령)

## 저서
- 서구는 섬이다.

## 병역사항
- 1983. 6.~1985. 12. 육군병장 만기제대(현역)

## 역대 선거 결과
|  | 59.97% |

|  | 58.22% |

|  | 67.43% |

|  | 72.02% |

## 소속 정당
| 소속 정당 | 소속 정당  | 소속 기간 | 비고      |
| --------- | ---------- | --------- | --------- |
|           | 새누리당   | 2012~2017 | 정계 입문 |
|           | 자유한국당 | 2017~2020 | 당명 변경 |
|           | 미래통합당 | 2020      | 합당      |
|           | 국민의힘   | 2020~현재 | 당명 변경 |

## 같이 보기
- 대구 서구의 국회의원
- 서구 (대구 선거구)